# Life Gamble

Life Gamble (生死鬥) est un film hongkongais réalisé par Chang Cheh et sorti le 22 février 1979.
Avec son intrigue touffue jalonnée de multiples retournements de situation et de révélations inattendues, il fait partie d'un groupe de films hong-kongais de la fin des années 1970 préfigurant le film-puzzle contemporain.
Selon Stéphane Teo, il constitue une exposition parfaite du principe existant dans le cinéma de Chang selon lequel la présence de personnages féminins martiaux constitue une menace pour la masculinité des héros virils chers au réalisateur. Comme le confie en effet un personnage à un de ses interlocuteurs, "la femme est la source de tous les problèmes".

## Histoire
Quatre délinquants ayant conjointement dérobé un jade très précieux décident de se départager en attribuant ce dernier au vainqueur d'une partie de dés organisée sous les auspices de Mao Kai-yuan, le "roi du jeu de hasard". Cependant l'objet attise la convoitise de nombre d'experts en arts martiaux, dont bon nombre trouveront la mort en cherchant à s'en emparer, tandis que le commissaire Xiao mène l'enquête.

## Fiche technique
- Titre original : 生死鬥 - Life Gamble
- Réalisation : Chang Cheh
- Scénario : I Kuang, Chang Cheh[6]
- Photographie : Kung Mu-to
- Chorégraphie des combats : Liang Ting, Chu Lu-feng
- Musique : Chen Yung-yu
- Société de production : Shaw Brothers
- Pays d'origine : Hong Kong
- Langue originale : mandarin
- Format : couleurs - 2,35:1 - mono - 35 mm
- Genre : wuxiapian
- Durée : 95 min
- Date de sortie : 1979

## Distribution (par ordre d'apparition au générique)
- Fu Sheng : Yun Xiang dit "Le-Petit-Dieu-du-poignard", un vigile au service de monsieur Mao, spécialisé dans le lancer de couteaux
- Kuo Chui[7] : Qiu Zi-yu dit "Mains-de-fée", un habile forgeron
- Lo Mang[7] : Mo Jun-feng dit "Le-Chasseur-mortel", une célébrité du monde des arts martiaux en rupture de stock de poignards volants
- Li Yi-min : monsieur Nan Yu, héritier d'une célèbre famille du monde des arts martiaux
- Ku Feng[8] : le commissaire Xiao Zi-jing dit "Visage-de-fer"
- Lin Chun-chi[8] : Xiao Qiang dite "La-Démone-au-sourire-d'or", une demoiselle célèbre dans le monde des arts martiaux pour son sourire meurtrier
- Shirley Yu[8] : Peng Shuang-shuang dite "La-déesse-aux-mains-de-fer", une organisatrice d'évènements
- Liu Hui-ling[8] : Zhen  Liu-xiang, dite "L'épingle-(à cheveux)-d'or", une demoiselle se livrant à des activités illégales, amante de Xiao Wu
- Wang Lung-wei : Mao Kai-yuan, dit "Le-Lion-d'or", un expert en jeux de hasard
- Hui Ying-hung : Xiao Hong, fille du commissaire Xiao
- Tang Yen-tsan : Xiao Wu dit "Petit Hercule", un malandrin, amant de Liu-xiang
- Chu Lu-feng : Yan Zi-fei dit "Le-Chasseur-inexorable", un expert en arts martiaux
- Chiang Sheng : Xiao Tang dit "Fouet-divin", homme de main de Xiao Qiang, expert en fouet
- Tu Chi-Lung : Jin Ba dit "Le Caïd", un malandrin
- Sun Shu-Pei : Xiao Cheng dit "Léopard d'argent", un expert en arts martiaux
- Lin Hui-huang : un malandrin dit "Le-Voleur-divin"